# Порода (животноводство)
Примеры пород свиней,
отличающихся по экстерьеру
Порода — единица классификации животных в зоотехнии. Под породой понимают качественно своеобразную, достаточно многочисленную, целостную группу животных одного вида, созданную творческим трудом человека, имеющую общую историю развития, характеризующуюся специфическими морфологическими и хозяйственно полезными свойствами и типом телосложения (экстерьера), которые передаются по наследству, и имеющую в своей структуре необходимое количество линий.

## Общее описание
Потомки родителей одной и той же породы получают по наследству те же единообразные черты, причём «чистота породы» является обязательным требованием для породы. Потомки, полученные в результате скрещивания животных из одной породы с животными другой породы, известны как гибриды или помеси. Породы растений более известны как сорта, и потомки от скрещивания сортов сельскохозяйственных культур (или видов) известны как гибриды. Породы, как правило, не имеют научной классификации (хотя при надобности провести её можно). Обычно породы классифицируются в соответствии с внешними признаками и направлением продуктивности.

## Породообразование
Породы и породообразование — специальный предмет естественных наук. Породообразование возникло в ходе исторических процессов в результате разделения труда животноводов и земледельцев. В ходе развития условий хозяйствования породы возникают, видоизменяются, а иногда полностью исчезают. Элементы этого процесса возникли со времён одомашнивания животных и включали стихийный, а затем целенаправленный отбор (селекцию).
Понятие «порода» возникло в средние века, когда стало сознательно использоваться скрещивание, чтобы улучшить характеристики животных. Метод чистопородного разведения сформировался первоначально при создании арабской породы лошадей, а затем был уточнён в XVIII веке в Англии при работе с чистокровными верховыми лошадьми. На формирование понятия породы определяющее влияние оказало возникновение и распространение эволюционной теории.
С развитием науки и появлением новых методов воздействия на природу процессы породообразования ускоряются. Так, среди научных достижений, повлиявших на породообразование, — открытие искусственного осеменения, описание приёмов и методов оценки (бонитировки), генетические исследования и др.

## Особенности
Основные особенности породы — общность происхождения животных и их сходство, численность поголовья, ареал, полезные хозяйственные свойства. Важной особенностью являются константность и изменчивость.
Порода должна состоять из достаточного количества животных, чтобы сохранить породу в рамках заданных параметров без необходимости близкого инбридинга (межродственного скрещивания). Порода включает в себя несколько родословных, которые могут скрещиваться для поддержания породы в целом, но без ослабления генофонда. Считается, что порода должна содержать несколько тысяч породных животных и достаточное количество выдающихся представителей. Новая порода должна слагаться из 10—15 линий, иметь около 4,5 тысяч маток и 150 производителей.
Породы домашних животных обычно различаются от страны к стране. Порода, происходящая из определённой страны, известна как местная, или аборигенная, порода этой страны.

## Разведение
Селекционеры, которые первоначально создавали какую-либо породу, делали это путём выбора из генофонда вида отдельных животных, имевших нужные качества (родоначальников). Среди их потомков селекционер выбирал наиболее желательных с его точки зрения представителей, направляя их, в свою очередь, для передачи таких характеристик для их потомства, и этот процесс известен как селекция. Письменное описание желательных и нежелательных представителей породы называется «стандартом породы».
Конкретные свойства породы передаются чистокровными животными от поколения к поколению. Таким образом, все животные одной и той же породы несут несколько генетических особенностей от животных-родоначальников. В целях сохранения породы селекционер будет выбирать животных с наиболее желательными качествами для развития таких черт. В то же время отбраковываются животные с характеристиками, нетипичными или нежелательными для породы, известными как «генетические дефекты».
Немаловажное значение имеют также мероприятия по оценке, сохранению и использованию генофонда разнообразных местных, редких и исчезающих пород домашних животных и птиц. Для этой цели обращаются к методам исследований, разрабатываемым в рамках прикладной генетики применительно к животноводству.
- Состояние генетических ресурсов[фр.] домашних животных, по данным Комиссии по генетическим ресурсам для производства продовольствия и ведения сельского хозяйства[англ.] (ФАО, 2018)

Состояние Генетические ресурсы домашних животных, по данным Комиссии по Генетические ресурсы животных для производства продовольствия и ведения сельского хозяйства (ФАО, 2018)
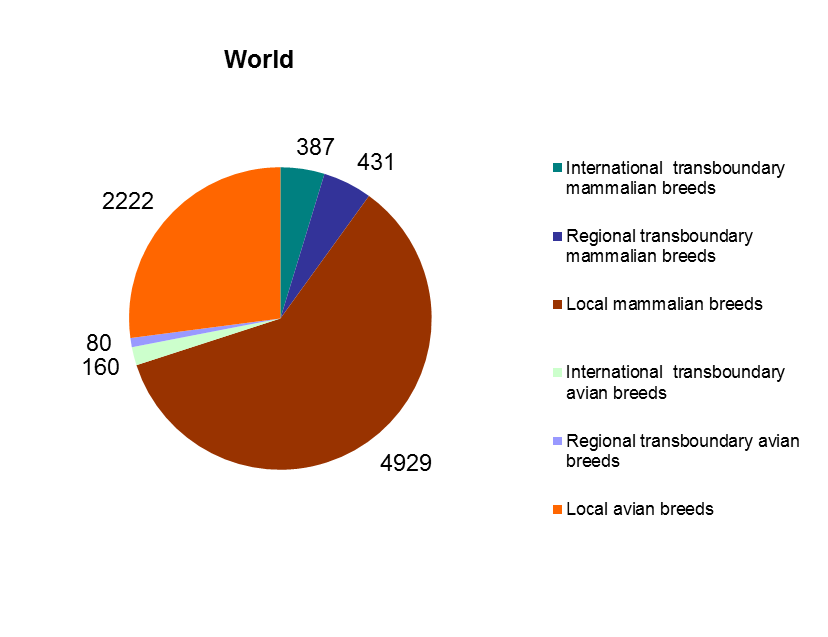
Количество местных и трансграничных пород на глобальном уровне: международные трансграничные породы млекопитающих, региональные трансграничные породы млекопитающих, местные породы млекопитающих, международные трансграничные породы птиц, региональные трансграничные породы птиц, местные породы птиц
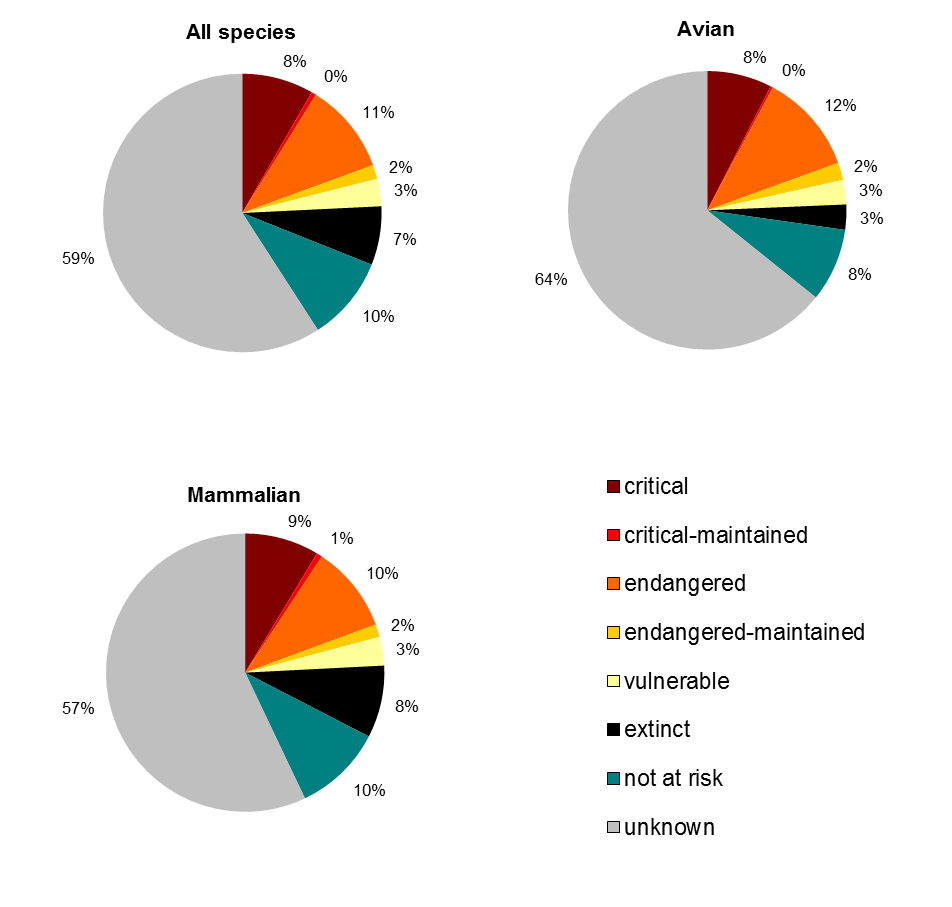
Доля пород в мире по категориям статуса риска — все виды, млекопитающие, птицы: критический, близкий к критическому, исчезающий, близкий к исчезающему, уязвимый, исчезнувший, вне риска, неизвестный

## Некоторые примеры
При разведении домашних животных и птиц, а также в различных отраслях животноводства созданы и получили распространение породы:
- крупного рогатого скота,
- лошадей,
- свиней[англ.],
- собак,
- кошек,
- кроликов,
- кур,
- индеек,
- уток,
- гусей,
- перепелов,
- голубей и т. д.

Примеры пород домашних животных
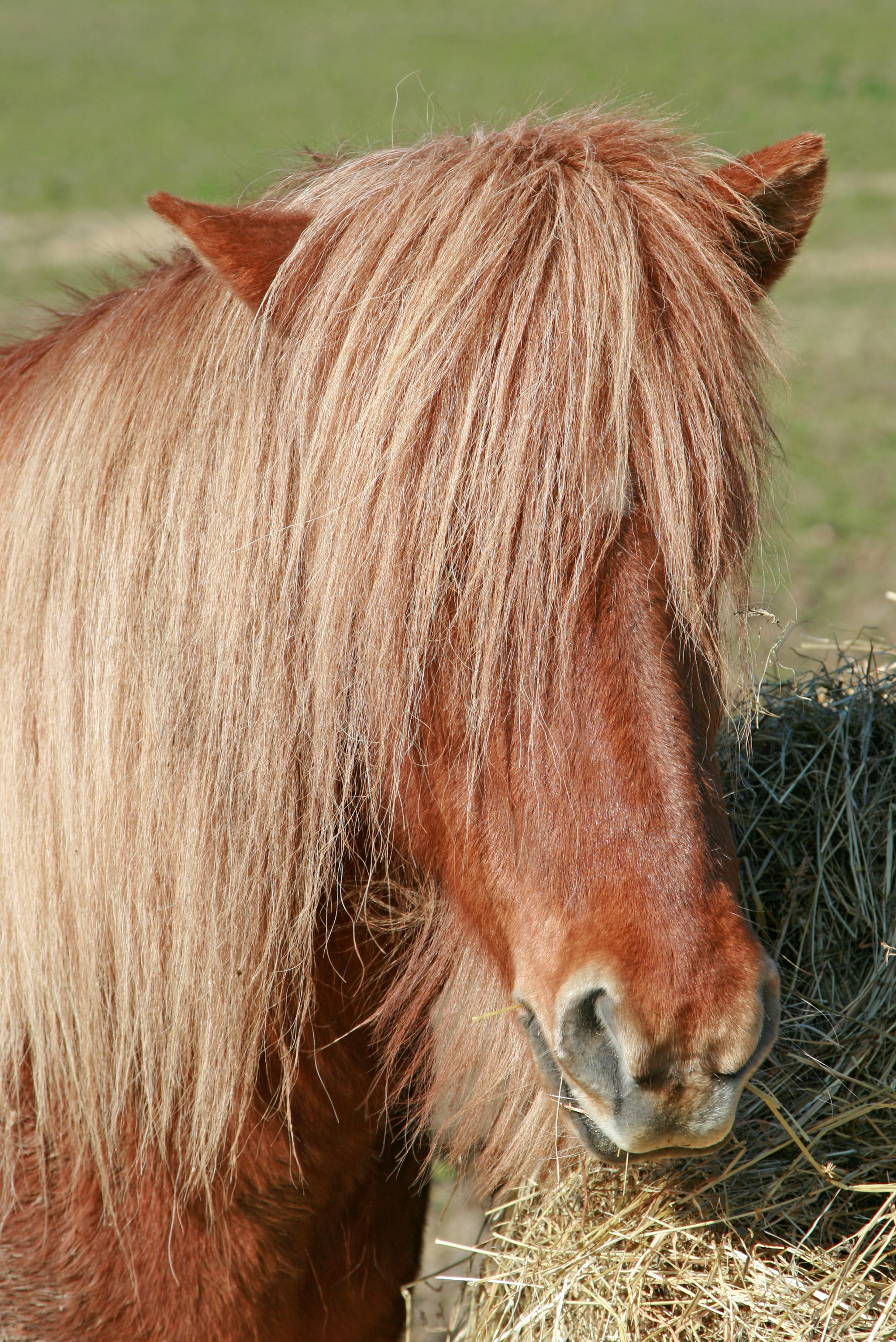
Исландская лошадь
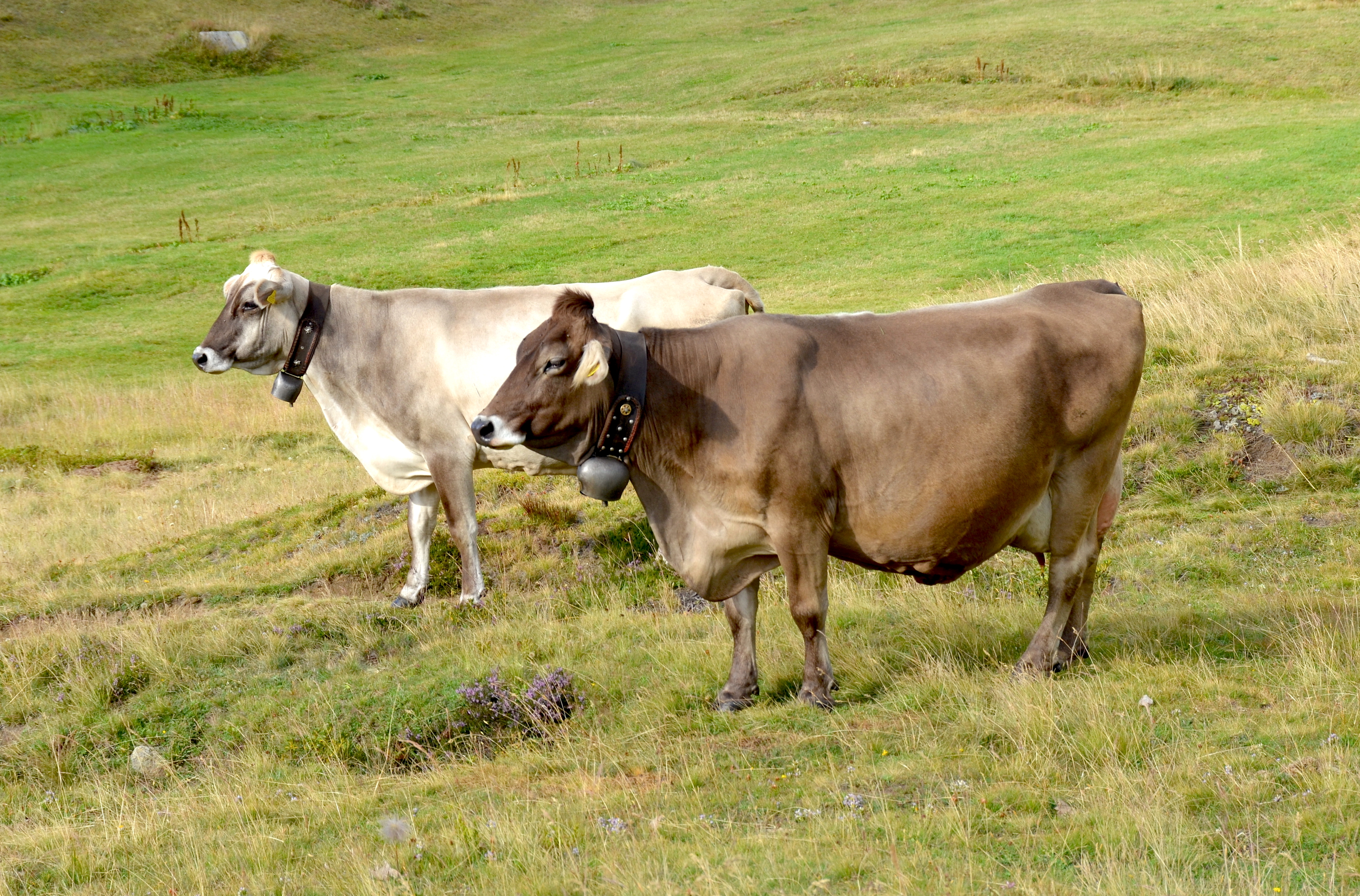
Швицкая порода коров
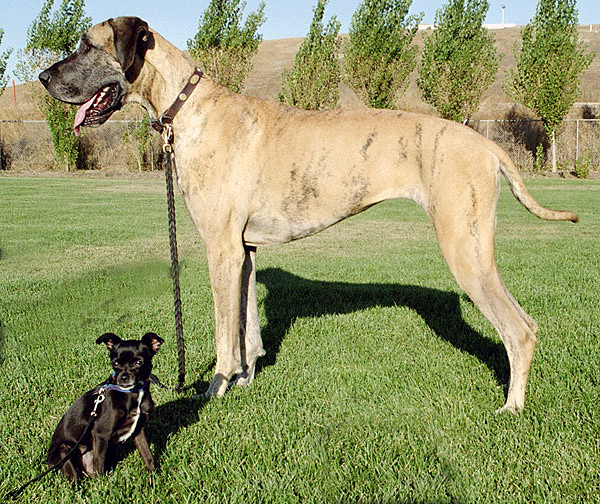
Чихуахуа и немецкий дог